# The Hoover Company
Pour les articles homonymes, voir Hoover.
The Hoover Company est une entreprise américaine basée à Glenwillow dans l'Ohio et Merthyr Tydfil au pays de Galles. Elle est notable pour avoir dominé le secteur des aspirateurs au point de faire de la marque, par antonomase, un synonyme du produit ou de l'usage de celui-ci, au Royaume-Uni et en Irlande.
La partie de Hoover aux États-Unis faisait partie de la Whirlpool Corporation avant son rachat en 2006 par Techtronic Industries (TTI). La partie de Hoover en Europe a été séparée de sa partie américaine en 1993 et acquise par le fabricant italien d'électroménager Candy.

## Histoire
L'entreprise est fondée en 1908 par W. H. « Boss » Hoover. La famille Hoover s'en sépare en 1986. En 1989, Maytag Corporation (en) en prend le contrôle, avant de passer elle-même dans le giron de Whirlpool Corporation en 2006. Ce dernier décide de revendre Hoover à TTI.

## Produits vendus par la marque
Selon le marché, les produits vendus sous la marque Hoover varient du fait que la marque Hoover en Europe est exploité par Candy depuis 1993, alors que la marque Hoover en Amérique du Nord est exploitée par Techtronic Industries.
En Europe, les produits vendus sous la marque Hoover par Candy sont des appareils de petit-électroménager (aspirateurs et fers à repasser) et des appareils de gros-électroménager (lave-linge, sèche-linge...).
En Amérique du Nord, seuls des aspirateurs sont vendus sous la marque Hoover par Techtronic Industries.

## Sites de production

### Sites de production en Europe
En 1993, Maytag ferme son usine de Dijon qui fabriquait des aspirateurs Hoover, le groupe transfère la production sur le site de Cambuslang en Écosse ce qui entraine plus de 600 licenciements,.
En 2003, Candy annonce la fermeture du site de Cambuslang en Écosse qui produisait des aspirateurs Hoover. L'usine a fermé en 2005 et la production a été transférée en Chine.
En mai 2009, le site de Merthyr Tydfil, qui fabriquait des machines à laver et des sèche-linge arrête sa production ce qui entraîne 337 licenciements. Seule la partie logistique du site reste active.

### Sites de production en Amérique du Nord
Après avoir racheté les activités de Hoover en Amérique du Nord à Whirlpool, Techtronic Industries ferme le site historique de North Canton (Ohio) en septembre 2007.

## Modèles d'aspirateurs Hoover

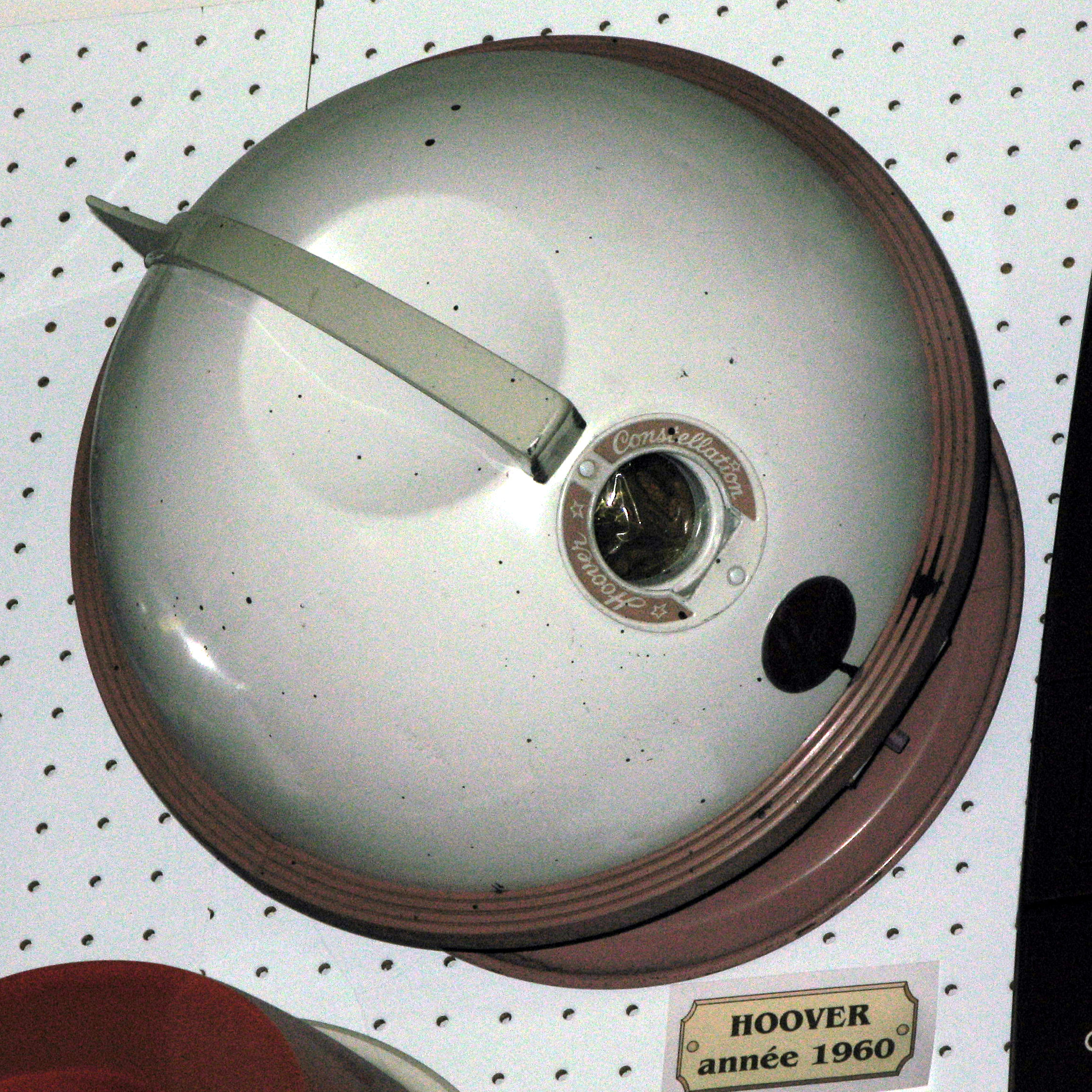
années 1960
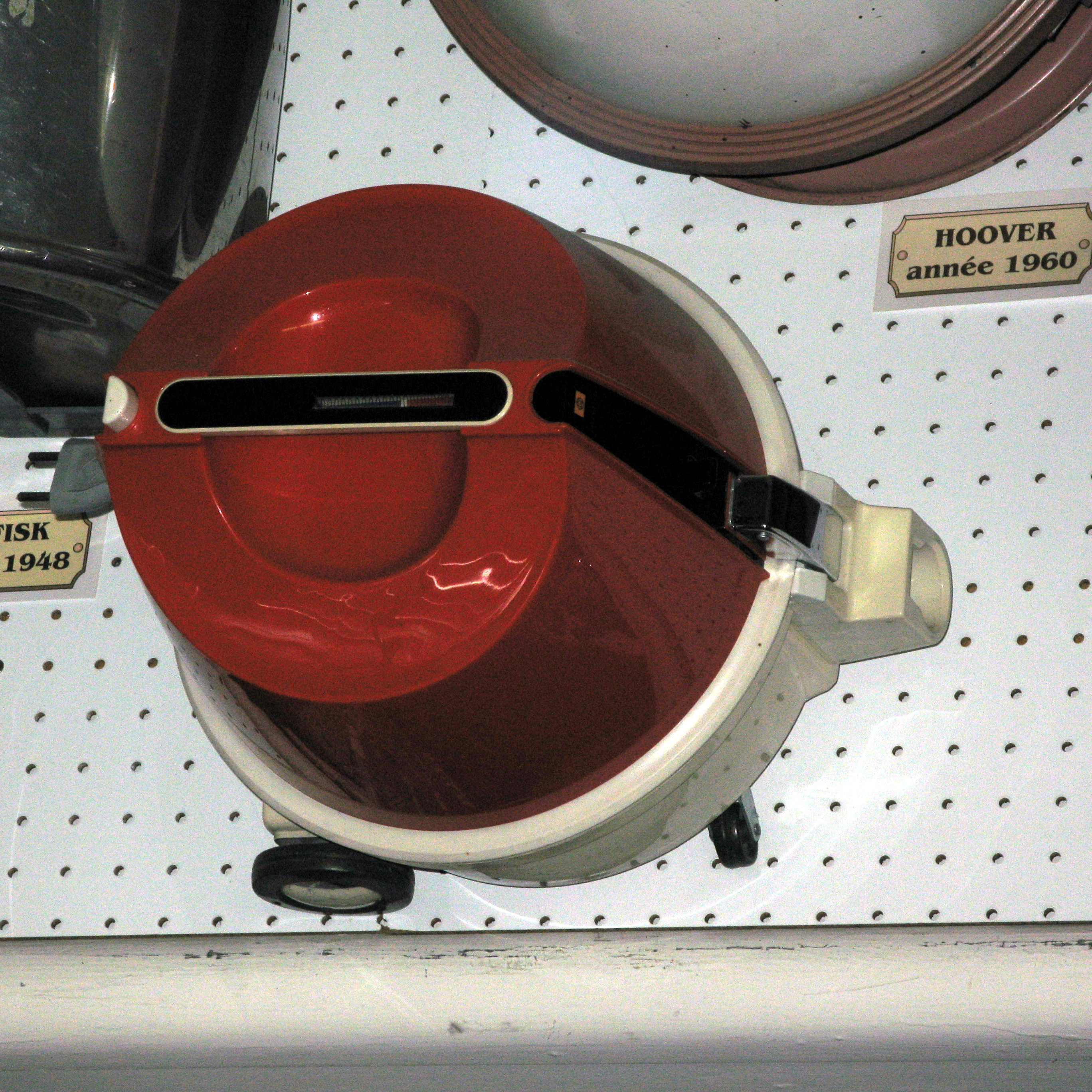
années 1960
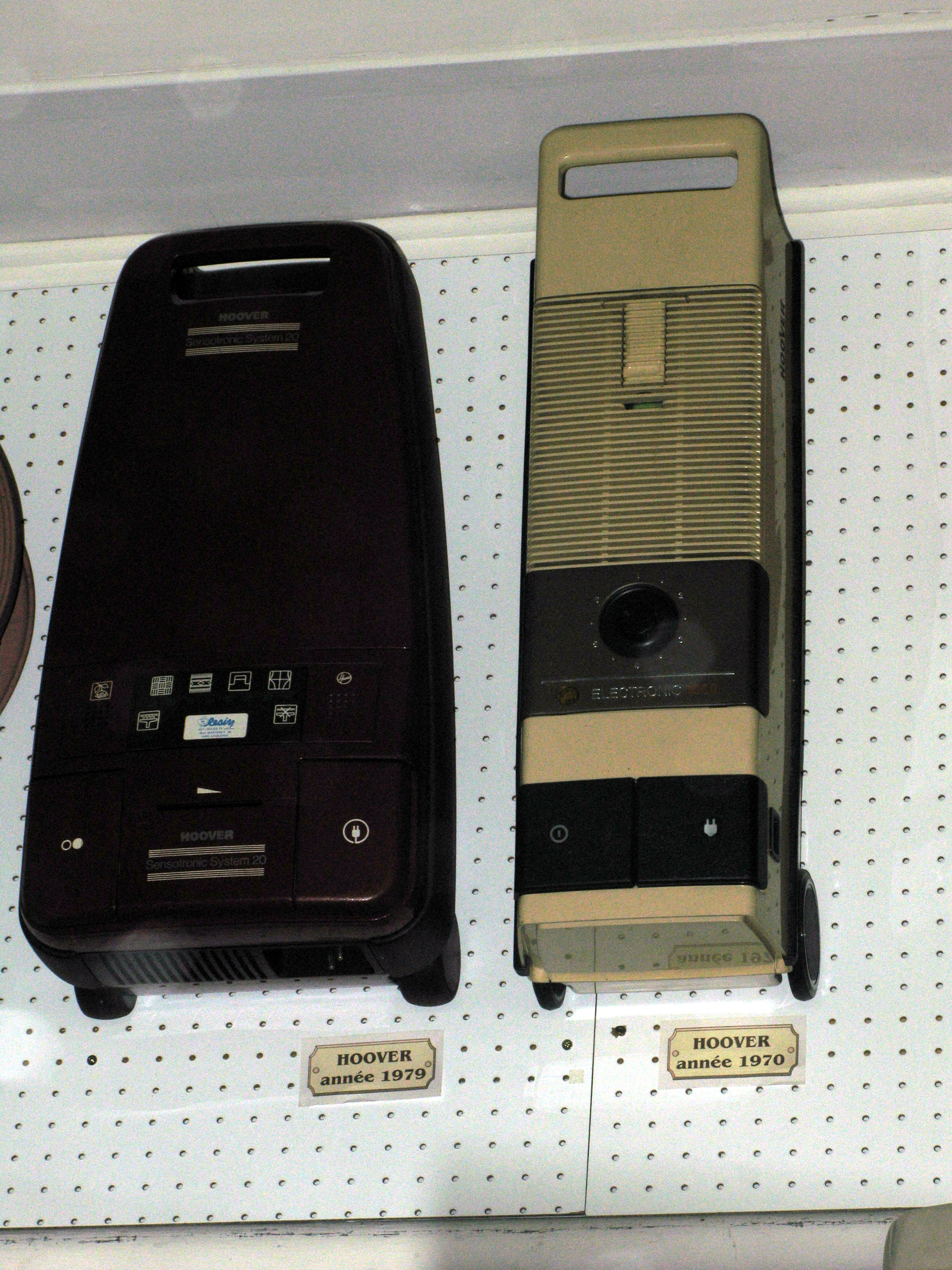
années 1970
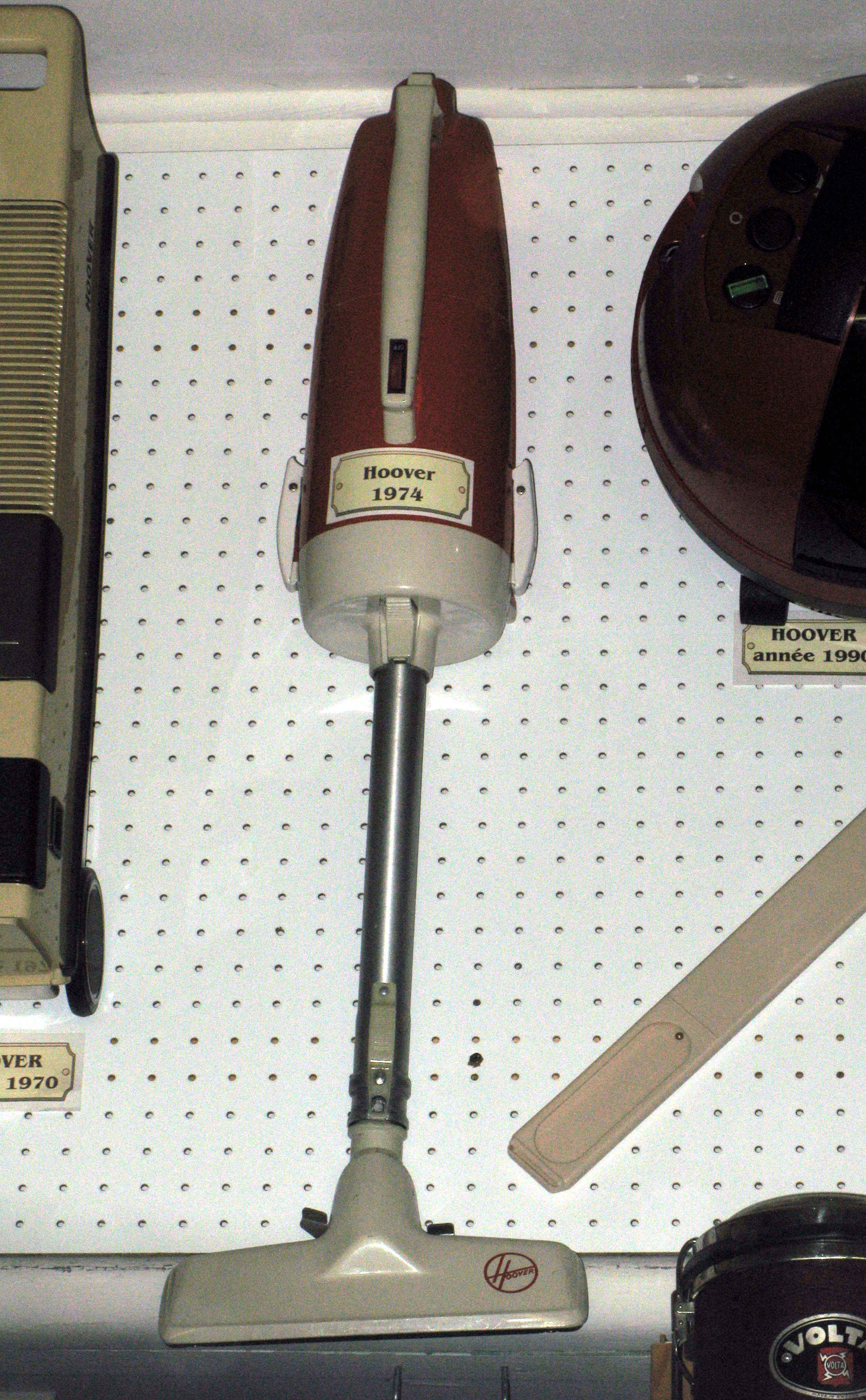
1974
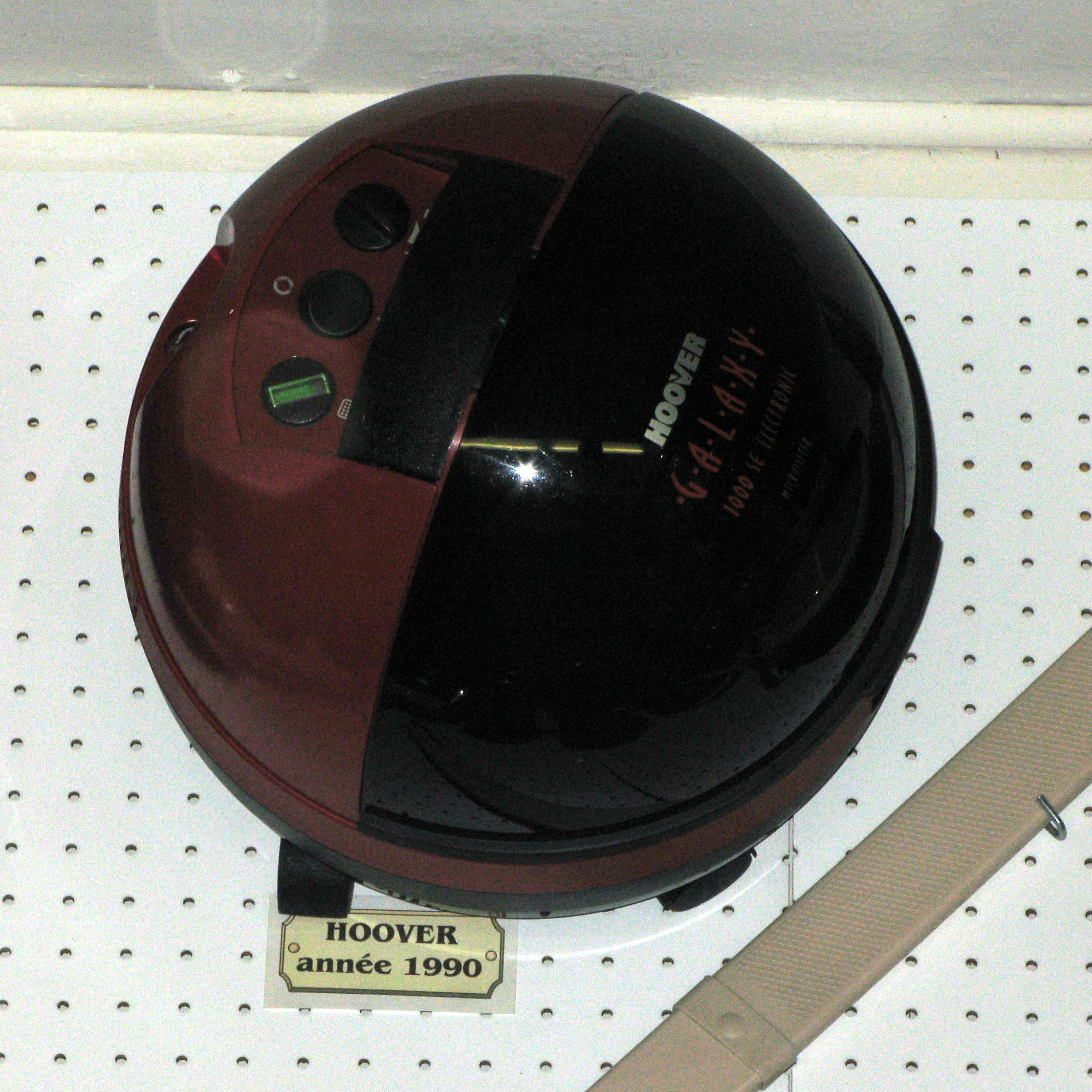
années 1990